# Textricella wisei
Textricella wisei är en spindelart som beskrevs av Forster 1964. Textricella wisei ingår i släktet Textricella och familjen Micropholcommatidae. Inga underarter finns listade i Catalogue of Life.